# Fontanes (Lozère)
Pour les articles homonymes, voir Fontanes.
Fontanes est une ancienne commune française, située dans le département de la Lozère en région Occitanie, devenue, le 1er janvier 2016, une commune déléguée de la commune nouvelle de Naussac-Fontanes.
Ses habitants sont appelés les Fontanais.

## Géographie
La commune de Fontanes est située dans le nord-est du département de la Lozère en Margeride, en limite du département de la Haute-Loire. 

### Communes limitrophes
| Saint Bonnet-Laval |                            | Rauret (Haute-Loire) |
| Auroux             | Fontanes                   |                      |
|                    | Naussac (Naussac-Fontanes) |                      |

### Hameaux et lieux-dits
La commune comprend outre le village de Fontanes, les hameaux de Sinzelles, Chaussenilles et Faveyrolles.

### Hydrographie
Elle est arrosée au nord-est par l'Allier et au sud par le lac de Naussac.

## Toponymie
Le toponyme Fontanes est basé sur le latin populaire fontana qui désigne une source ou une fontaine.
En 1927, il fut proposé de renommer la commune « Fontanes-Pierres blanches », mais cette dénomination ne fut pas retenue par les services préfectoraux.

## Héraldique
| Blason de Fontanes | Blason  | Coupé crénelé: au 1er d'azur à deux fontaines d'argent, au 2e de sinople à deux fontaines d'argent ; à la hallebarde contournée du même brochant en cœur. |
| Blason de Fontanes | Détails | Le statut officiel du blason reste à déterminer. |

## Politique et administration
| Période | Période  | Identité        | Étiquette | Qualité |
| ------- | -------- | --------------- | --------- | ------- |
| 2016    | En cours | Jean-Louis Brun |           |         |

## Démographie
L'évolution du nombre d'habitants est connue à travers les recensements de la population effectués dans la commune depuis 1793. À partir du 1er janvier 2009, les populations légales des communes sont publiées annuellement dans le cadre d'un recensement qui repose désormais sur une collecte d'information annuelle, concernant successivement tous les territoires communaux au cours d'une période de cinq ans. 
Pour les communes de moins de 10 000 habitants, une enquête de recensement portant sur toute la population est réalisée tous les cinq ans, les populations légales des années intermédiaires étant quant à elles estimées par interpolation ou extrapolation. Pour la commune, le premier recensement exhaustif entrant dans le cadre du nouveau dispositif a été réalisé en 2004,.
En 2013, la commune comptait 137 habitants, en évolution de +19,13 % par rapport à 2008 (Lozère : −1,04 %, France hors Mayotte : +2,49 %).
| 1793 | 1800 | 1806 | 1821 | 1831 | 1836 | 1841 | 1846 | 1851 |
| ---- | ---- | ---- | ---- | ---- | ---- | ---- | ---- | ---- |
| 288  | 220  | 386  | 292  | 310  | 330  | 311  | 298  | 321  |

| 1856 | 1861 | 1866 | 1872 | 1876 | 1881 | 1886 | 1891 | 1896 |
| ---- | ---- | ---- | ---- | ---- | ---- | ---- | ---- | ---- |
| 305  | 366  | 360  | 361  | 333  | 344  | 370  | 388  | 379  |

| 1901 | 1906 | 1911 | 1921 | 1926 | 1931 | 1936 | 1946 | 1954 |
| ---- | ---- | ---- | ---- | ---- | ---- | ---- | ---- | ---- |
| 350  | 373  | 349  | 300  | 302  | 323  | 284  | 250  | 182  |

| 1962 | 1968 | 1975 | 1982 | 1990 | 1999 | 2004 | 2009 | 2013 |
| ---- | ---- | ---- | ---- | ---- | ---- | ---- | ---- | ---- |
| 175  | 136  | 117  | 96   | 98   | 110  | 122  | 110  | 137  |

## Lieux et monuments
- Église Saint-Julien : le chevet date du XIIIe siècle, le reste a été rénové en 1924.
- La statue de Notre Dame de Pitié, objet de pèlerinage.
- Sur le plateau de Fontanes, des traces de la voie romaine Saugues-Langogne.